# بروكلين (مقاطعة غرين ليك)
بروكلين، مقاطعة غرين ليك (بالإنجليزية: Brooklyn, Green Lake County, Wisconsin)‏ هي بلدة تقع بولاية ويسكونسن في الولايات المتحدة. تبلغ مساحتها 122.4 (كم²)، وترتفع عن سطح البحر 243 م، بلغ عدد سكانها 1904 نسمة في عام 2000 حسب إحصاء مكتب تعداد الولايات المتحدة وتصل الكثافة السكانية فيها 20.7 نسمة/كم2.

## وصلات خارجية
- The US50 - Cities and Towns in Wisconsin State
- Wisconsin Cities and Towns, Facts, Map, Flag, Colleges, Government, and More